# La schiava
La schiava, anche nota come L'emancipazione della schiavitù, è una scultura in marmo di Carrara realizzata da Giacomo Ginotti nel 1877. La prima versione è conservata al museo nazionale di Capodimonte, mentre un'altra si trova alla galleria civica d'arte moderna e contemporanea di Torino. Il modello in gesso si trova nella pinacoteca di Varallo.

## Storia
L'opera venne realizzata a Roma, dove Ginotti si era trasferito dopo aver vinto una borsa di studio a Novara. Venne esposta per la prima volta all'Esposizione nazionale di Napoli del 1877, segnando il debutto dell'artista in Italia (aveva già partecipato all'esposizione di Vienna del 1873). L'opera venne ammirata dal re d'Italia, Vittorio Emanuele II, che la acquistò al termine dell'esposizione per esporla alla villa regia a Capodimonte. L'anno successivo, la scultura venne presentata all'esposizione universale di Parigi, e nel 1880 apparve all'esposizione nazionale di Torino.  Della scultura furono tratte molte repliche, incluse delle riproduzioni bronzee.

## Descrizione
La scultura ritrae una schiava giovane seduta: dalle fattezze (le labbra carnose, il naso leggermente schiacciato...) si capisce che si tratta di una donna proveniente da un paese esotico, dato che il gusto per l'esotismo era molto diffuso nell'Europa di allora. Questa schiava è nuda tranne per un turbante che le copre i capelli (anche se una fila di riccioli le ricade sulla fronte), degli orecchini, dei braccialetti sul braccio sinistro e una collana che termina con una croce al collo. Questa donna stringe le proprie braccia davanti al petto cercando di scuotere, seppur invano, le catene che le stringono i polsi: questo sforzo si percepisce attraverso la posa energica della donna e l'espressione del volto, attenta e concentrata. Questa scultura marmorea, pertanto, si fa carico di una denuncia sociale contro la schiavitù, allora non del tutto abolita in varie parti del mondo. Non si può negare, tuttavia, la sensualità forte della scultura, soprattutto nella resa dei seni compressi tra le braccia.
La statua di Ginotti venne lodata sia in Italia che all'estero per il suo realismo, soprattutto nella resa "voluttuosa" della pelle. Nel 1878, il critico parigino che doveva redigere il rapporto per la selezione delle opere d'arte moderna provenienti dall'Italia scrisse che l'opera di Ginotti aveva delle qualità forse superiori a quelle dello Spartaco di Denis Foyatier, del 1830:
(Clovis Lamarre e Amédée Roux, L'Italie et l'Exposition de 1878: et l'exposition de 1878, Libraire Ch. Delagrave, 1878, p. 178.)
Talvolta la Schiava di Ginotti viene messa a confronto con un'altra opera scultorea che venne esposta all'esposizione di Napoli del 1877: si tratta della Sira di Alessandro Rondoni, oggi conservata a Palermo. Anche quest'opera raffigura una schiava dai tratti esotici (forse africani o mediorientali), ma vestita e in piedi, mentre controlla una ferita sul suo braccio sinistro che è stata causata dalla sua padrona in un eccesso d'ira.